# Муганлы (Губадлинский район)
Муганлы (азерб. Muğanlı) — село в административно-территориальном округе села Махрузлу Губадлинского района Азербайджана. Расположено на берегу реки Акера.

## История
По данным «Свода статистических данных о населении Закавказского края, извлеченных из посемейных списков 1886 года», в селе Муганлу Мафрузлинского сельского округа Джебраильского уезда Елизаветпольской губернии был 41 дым и проживало 138 азербайджанцев (в источнике — «татар») шиитского вероисповедания, все из которых являлись владельческими крестьянами.
В ходе Первой карабахской войны, в 1993 году село было занято армянскими вооружёнными силами, и до октября 2020 года находилось под контролем непризнанной НКР. Согласно административно-территориальному делению НКР, село находилось в Кашатагском районе и называлось Мханц.
23 октября 2020 года, в ходе Второй карабахской войны, президент Азербайджана объявил об освобождении села Муганлы вооружёнными силами Азербайджана.